# Saint-Brieuc-de-Mauron
Saint-Brieuc-de-Mauron (tiếng Breton: Sant-Brieg-Maoron) là một xã ở tỉnh Morbihan trong vùng Bretagne tây bắc Pháp. Xã này có diện tích 14,35 km², dân số năm 1999 là 332 người. Khu vực này có độ cao từ 52-113 mét trên mực nước biển.
Cư dân của Saint-Brieuc-de-Mauron danh xưng trong tiếng Pháp là Briochains.